# St. Michael (Wabern)

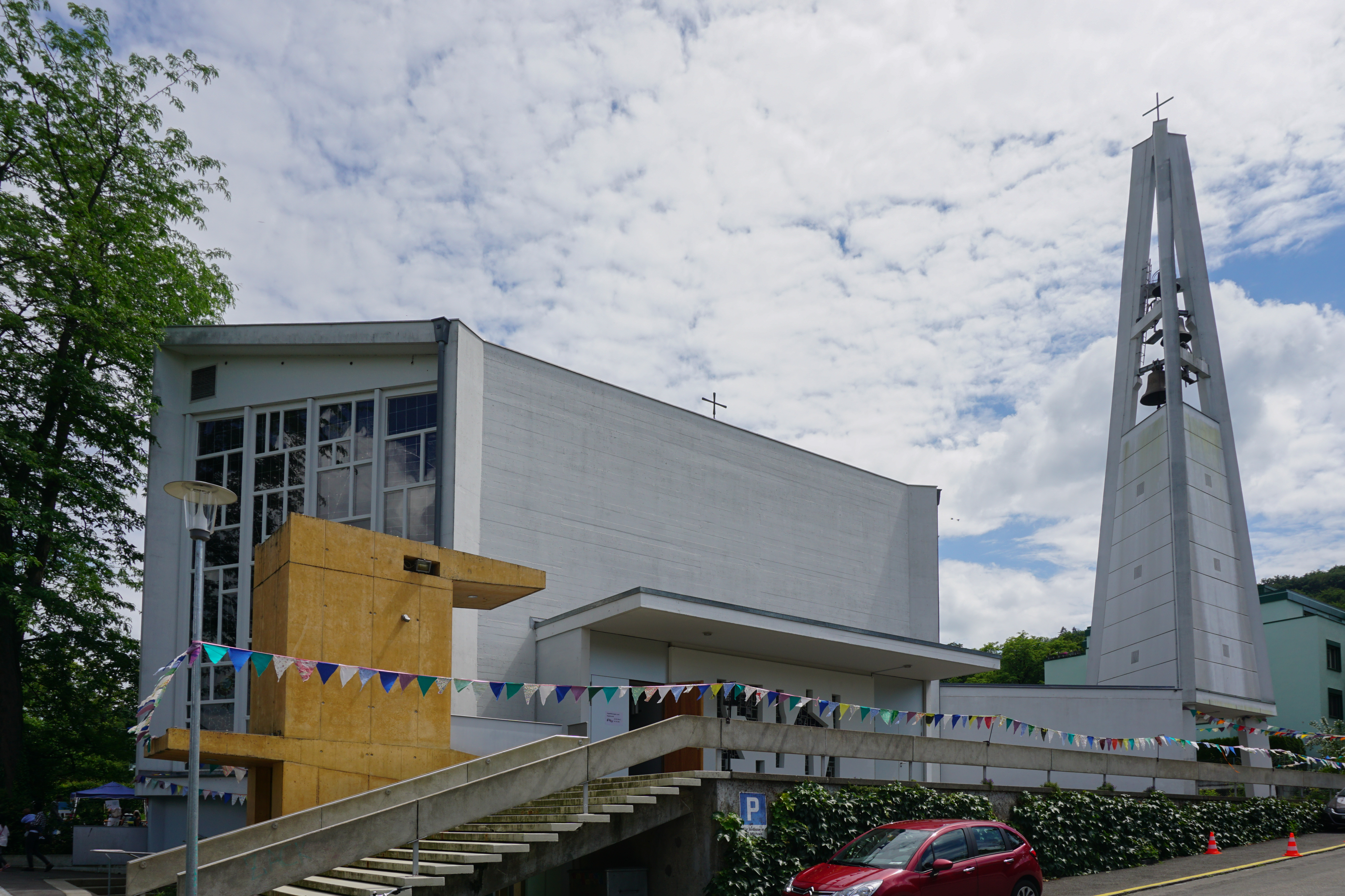
Eingangspartie

Die Kirche St. Michael ist die römisch-katholische Pfarrkirche der Kirchgemeinde St. Michael in Wabern bei Bern, in der Gemeinde Köniz. Sie wurde 1958–1959 an der Gossetstrasse 8 gebaut.

## Geschichte und Pfarreistruktur
Am 15. Januar 1950 wurde in Wabern der Katholiken-Verein gegründet. Zum Gottesdienst gingen die Gläubigen zur Kirche St. Josef in Köniz. Bereits ein Jahr vorher fand im alten Sekundarschulhaus ein erster katholischer Gottesdienst statt. Wegen des starken Zuzugs von Katholiken aus anderen Kantonen und aus Italien und Spanien wuchs auch der Wunsch nach einer eigenen Kirche am Ort. Dank der testamentarisch angeordneten Schenkung eines Teils der „Wandermatte“, vom 29. Dezember 1952, durch die Erbengemeinschaft Wander an die Gesamtkirchgemeinde Bern erhielt die Gemeinde einen Bauplatz für eine künftige Kirche. Nach intensiver Sammeltätigkeit und Spendeneinnahmen konnte am 19. April 1958 mit der Grundsteinlegung der Baubeginn eingeleitet werden. Als Architekt war Alois Anselm aus Luzern verpflichtet, der bereits 1954 die Kirche und den Pfarreisaal St. Anton in Luzern gebaut hatte. In den gleichen Jahren entstanden in der Berner Gesamtkirchgemeinde die Kirche St. Antonius in Bümpliz und die Franziskuskirche in Zollikofen.
Im Oktober 1959 wurden die Glocken aufgezogen und am 13. Dezember 1959 weihte Bischof Franziskus von Streng die Michaelskirche ein. Gleichzeitig wurde der neue Pfarrer Beat Seckinger installiert und die kirchenrechtliche Pfarrei errichtet.
Mit Beschluss des Grossen Rats des Kantons Bern wurde 1966 die römisch-katholische Kirchgemeinde St. Josef Köniz – St. Michael Wabern geschaffen. Zum 1. Juli 1976 trennten sich St. Michael und St. Josef zu eigenen Pfarreien. Mit Grossratsbeschluss vom 6. Juni 2012 wurden die geografischen Grenzen der Pfarrei neu festgelegt. Die Grenzen der Kirchgemeinde umfassen die Teile der Einwohnergemeinde Köniz im Bereich von Wabern. Dazu die Einwohnergemeinden Belp, die Ortschaft Gelterfingen, Kaufdorf, Kehrsatz, Kirchenthurnen, Niedermuhlern, Rümligen, Toffen und Wald BE. Die angrenzenden Gebiete sind den Nachbarpfarreien St. Antonius (Bern-Bümpliz) und Dreifaltigkeit Bern zugeteilt.

## Baubeschreibung

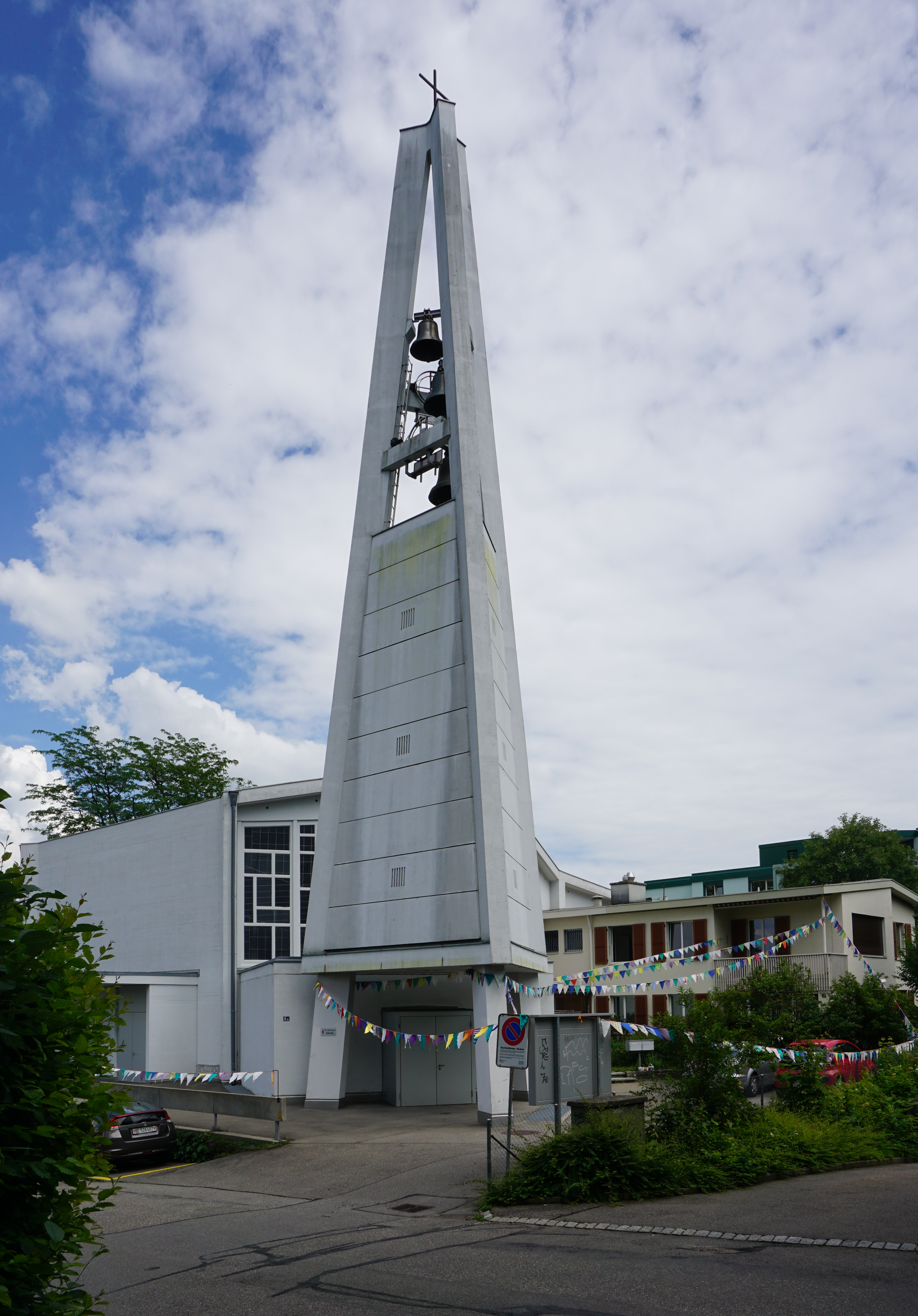
Kirche mit niedrigem Glockenträger

Die beschränkten Platzverhältnisse veranlassten den Architekten Alois Anselm zur möglichst guten Ausnützung mit einer freien Formgebung des Kirchenbaus, die im Kontrast zur umliegenden Bebauung steht. Die nicht sichtbare Dachfläche neigt sich nach einem Querfirst über dem sechseckigen Schiff vom westlichen Eingangsbereich zum Chorraum. Weiss gefärbte Fassaden werden von grossflächigen Fensterflächen unterbrochen. In einem niedrigen Anbau zwischen dem freistehenden Turm und der Kirche ist die Werktagskapelle leicht abgewinkelt angefügt. Ihr Eingang ist unter dem offenen Parterre des Turms zugänglich. In traditioneller Bauweise ist das ebenfalls südseitig angebaute Pfarrhaus gehalten. Unter der Kirche befinden sich die Pfarreisäle und Unterrichtsräume. Ein 2008 freistehend gebauter Lift in einem beige eingefärbtem Betonkubus verbindet die verschiedenen Ebenen.
Das Kirchenzentrum St. Michael mit seinem markanten Glockenturm greift bereits den Baustil der sechziger Jahre vor und ist neben dem Schulkomplex Wandermatte ein Identität gebendes Merkmal des Quartiers.

### Innenraum und künstlerische Ausstattung
Zwischen den beiden Eingangspforten unter der Empore steht in einer Nische der Taufstein. Auf einem quadratischer Sandsteinblock ist das Wasserbecken mit einem Bronzedeckel mit der Aufschrift „TAUFET ALLE VÖLKER IM NAMEN DES VATERS UND DES SOHNES UND DES HEILIGEN GEISTES“ abgedeckt. Die Glasfenster der Taufkapelle wurden von Paul Stöckli geschaffen.
Mit einer Glasfront ist die Werktagskapelle mit Platz für 35 Besucher vom Kirchenraum abgetrennt. Der kleine Altar ist wie der Sockel des Tabernakels aus hellem Holz mit sichtbar verzinkter Schreinerarbeit gebaut. Links vom Altar steht eine barocke Madonnenstatue unbekannter Herkunft. Den Kirchenpatron St. Michael stellt ein Betonglasfenster von Leo Steck in der Südwand dar.
An das sechseckige Kirchenschiff, mit Platz für etwa 250 Besucher, schliesst der rechteckige, einseitig beleuchtete Altarbereich an. Mit rötlichem Sandstein sind sowohl der abgestufte Boden, als auch der Altar mit dem Ambo und dem Sockel des Tabernakels ausgeführt. Das Bronze-Kruzifix hat an der Stelle der Wundmale der Brust und des Fusses rote Glaseinlagen. Für die gesamte liturgische Ausstattung war der Bildhauer Josef Rickenbacher aus Steinen SZ beauftragt.
Als auffälligstes Kunstwerk geben die drei grossflächigen Farbfenster von Emil Reich der Kirche ihr besonderes Gepräge. Emil Reich wurde als ortsansässiges, aktives Gemeindemitglied 1977 beauftragt die drei grossen Klarglasfenster neu zu gestalten. Er wollte den Raum nicht nur durch hell und dunkel verändern, sein Werk sollte die Frohbotschaft des Glaubens darstellen. Bei der Gestaltung musste Emil Reich die bereits vorhandenen Werke von Leo Steck und Paul Stöckli berücksichtigen und seine Glasfenster dem künstlerischen Gesamteindruck anpassen. Mit in Formen geschnittenen, mundgeblasenem Antikglas, in diversen Farben und mit Bleiruten verbunden, entstanden lichtdurchflutete Bilder, deren Thematik durch das eingeflochtene blaue Band den Weg zum goldenen Fenster im Chorraum zeigt. Den Betrachtenden bleibt es nach Aussage des Künstlers überlassen, selbst zu entdecken und zu interpretieren welche Gedanken sich in seinem Werk verbergen.

### Turm und Glocken

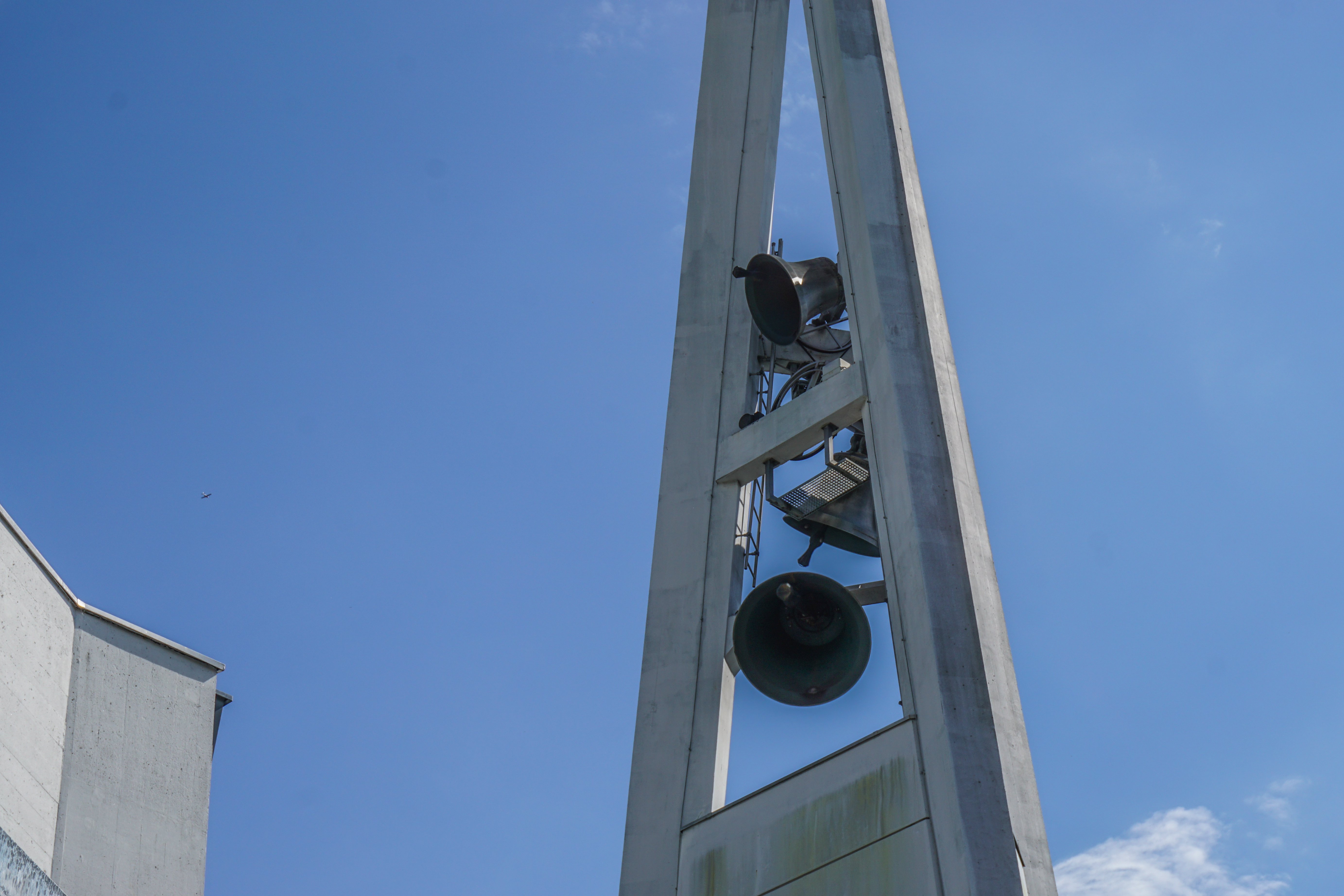
Vollgeläute

Der freistehende Glockenturm ist als dreibeinige Pyramide konstruiert. Über dem offenen Sockelbereich sind die drei Betonpfeiler bis auf zwei Drittel Höhe mit Betonelementen verbunden. Im offenen Glockenstuhl sind drei Glocken übereinander angeordnet und schwingen jeweils, wegen der speziellen Aufhängung, in eine andere Richtung.
Die drei auf die benachbarte reformierte Kirche abgestimmten Glocken aus der Glockengiesserei Rüetschi Aarau, tragen die Namen der drei Erzengel: Michael mit Schlagton es‘, Gabriel mit Schlagton ges‘ und Raphael mit Schlagton as‘.

### Orgel

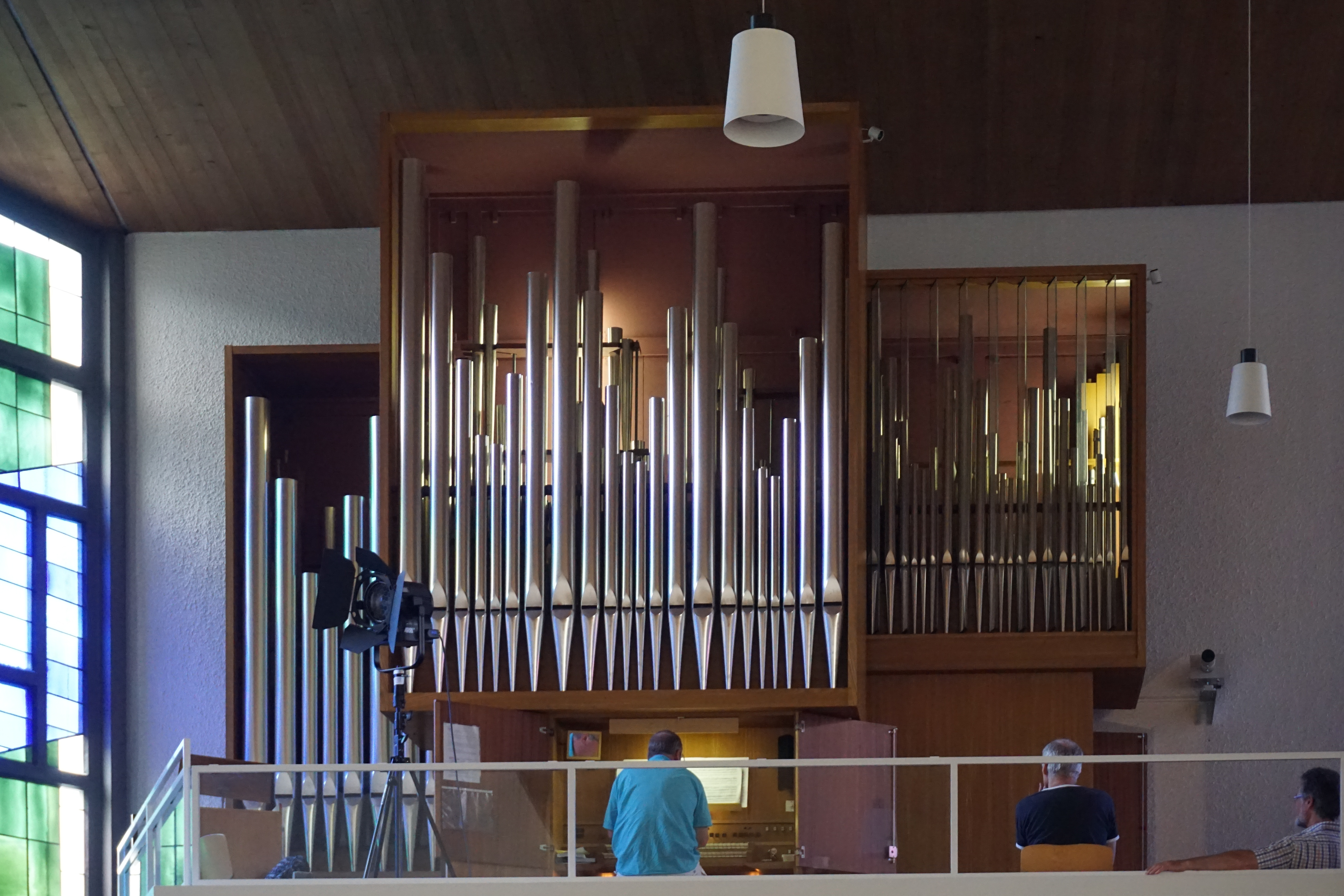
Orgel

Die Orgel auf der Empore wurde von Orgelbau Füglister, Grimisuat VS mit zwei Manualen und Pedal gebaut. Sie besitzt 22 Register und mechanische Traktur. Das Instrument wurde am 15. Februar 1970 eingeweiht und 1985 von Orgelbau Kuhn revidiert.

## Besonderes
Die Pfarrei St. Michael Wabern wurde 2012 zum Medienthema, als sich Teile der Gemeindemitglieder gegen den amtierenden, konservativ eingestellten Pfarrer wendeten. Der Streit endete mit dem Wegzug des Pfarrers und der erneuten engen Zusammenarbeit mit der Mutterpfarrei St. Josef in Köniz.